# Douglas DC-3
Douglas DC-3 e двумоторен витлов самолет, ключов за развитието на въздушния транспорт от средата на 30-те до началото на 60-те години на ХХ век. Превозва от 21 до 32 пътници със скорост до 290 km/h на разстояние до 2415 km. Неговата непретенциозност и пословична сигурност го правят известен. Появилият се през 1935 г. самолет завладява пазара на транспортни пътнически самолети и до началото на Втората световна война 80% от самолетния парк е от този тип. DC-3 е произведен в огромни количества – 10 655 броя, както и такива, произведени по лиценз в СССР под името Ли-2, и в Япония, където по лиценз са произведени 485 самолета, обозначени като L2D.

## История
По заявка на American Airlines самолетостроителната компания Douglas Aircraft Company разработва и произвежда самолета DC-3s, който трябва да замени DC-2 –  тесен, неудобен и само с 14 спални места за трансконтинентални пътувания. Проектирането е осъществено под ръководството на гл. инженер Artur E. Raymond. Като член на конструкторския екип в разработката участва известният в САЩ български авиоинженер Асен Йорданов (живеещ в САЩ като Assen Jordanoff).
Произведеният DC-3s с 16 спални места, наричан още DST (Douglas Sleeper Transport), е разработен и в пътнически вариант за дневни полети, регистриран като DC-3. От септември 1936 г. се използва по трансконтинентални маршрути. Броят на местата в самолета са променяни в зависимост от основното му предназначение, но се комплектува със седалки да превозва от 21 до 32 пътника.
По време на ВСВ са направени някои промени във фюзелажа с цел да се пригоди машината за транспортиране на хора и военни товари и този вариант е означен като Douglas C-47 Skytrain. Приет за експлоатация в Кралските ВВС на Великобритания, самолетът е известен като Dakota.
Голямата популярност на DC-3 се дължи на неговата надеждност при експлоатация и възможността бързо да се преустройва за други цели, особено по време на водените военни действия в Европа – десантите в Сицилия и Нормандия, Корейската война, Виетнамската война. Произведени са повече от 50 различни варианти на изпълнение на базовия самолет, позволяващи разностранното му приложение. За високите технически и полетни качества говори и обстоятелството, че е закупен лиценз за производството му в СССР и Япония.
Освен американски авиолинии, много големи авиокомпании в Европа са го ползвали като транспортен самолет за близки и средни дестинации. В България първите самолети Ли-2п са закупени в края на 1946 г. като военнотранспортни самолети, но са преоборудвани за пътнически и предадени на създадената държавна организация за въздушен транспорт „Дирекция въздушни съобщения“ за обслужване на първата международна въздушна линия София – Белград – Будапеща – Прага. От 1949 г. смесената българо-съветска компания за въздушни превози „ТАБСО“ („Транспортно-авиационно българско-съветско общество“) обслужва първата редовна въздушна линия София – Бургас, София – Варна и международните линии със съветски самолет Ли-2п и заедно с продължителя на тази дейност БГА „Балкан“ по въздушните линии са експлоатирани общо 10 броя Ли-2 до средата на 60-те години.

## Конструкция
При проектирането е приета компановачната схема на DC-2 – целометалическа конструкция на нископлан със задно оперение. Фюзелажът е тип „тесен“, целометалически с почти кръгло сечение. Кормилните повърхности са с платнена обшивка. Устройството за излитане и кацане е триопорно със самоориентиращо се опашно колело и прибираем колесник. Двигателите за DC-3s са 2 броя Wrigth Ciklon по 1000 hp всеки. В DC-3 са използвани и 2 броя двигатели Pratt & Witney Twin Wasp R1830-S1C3G по 1200 hp всеки.
В произведения в СССР по лиценза на DC-3 пътнически самолет ПС-84 (обозначаван по-късно като Ли-2п), са вложени двигатели Швецов М-62, а във военно-транспортния Лисунов Ли-2 (на името на конструктора Лисунов) – двигатели Швецов АШ-62.
Ли-2 (ПС-84) прави първия си полет през 1939 г. и е произвеждан до 1952 г.
Лицензът за производство на DC-3 е усвоен в Япония през 1938 г. Фирмите Showa и Nakadjima произвеждат общо 485 броя самолети Showa L2D с двигатели Kinsei с мощност от 1000 и 1300 hp.
Югославските ВВС снабдяват Ли-2 с американски двигатели Pratt & Whitney R 1830 и този вариант е обозначен като Li-3. В Полша се произвеждат учебни бомбардировачи на базата на Ли-2 и ги обозначават Li-2T(sb).

## Технически данни за DC-3
Дължина – 19,7 m

Височина – 5,16 m

Размах на крилете – 29 m

Площ на крилете – 91,7 m2

Тегло празен – 8300 kg, (C-47- 7700 kg)

Макс. полетно тегло – 13 190 kg

Пътници – от 21 до 32

Двигатели – 2 Х Pratt & Witney R1830-S1C3G Twin Vasp

Мощност – 1200 hp

## Полетни данни
Крайцерска скорост – 274 km/h

Максимална скорост – 381 km/h

Практически таван на полета – 7300 m

Далечина на полета – 1650 m (2415 km)